# Borg/McEnroe
Borg/McEnroe (ve švédském originále Borg, uváděno také jako Borg vs. McEnroe či Borg McEnroe) je vícejazyčný koprodukční film z roku 2017, natočený dánským režisérem Janusem Metzem Pedersenem, pro něhož se jednalo o hraný filmový debut. Životopisné sportovní drama se zaměřilo na soupeření švédského tenisty Björna Borga a Američana Johna McEnroea z perspektivy Wimbledonu 1980, vrcholícího v jedné z největších tenisových bitev historie – pětisetovém finále.
Scénář napsal Švéd Ronnie Sandahl. Hlavní postavy ztvárnili Sverrir Gudnason jako Borg a Shia LaBeouf v roli McEnroea. Rumunskou snoubenku švédského tenisty si zahrála Tuva Novotny, jeho dlouholetého trenéra Stellan Skarsgård a Američana Vitase Gerulaitise představoval Robert Emms. Premiéra proběhla 7. září 2017 na Torontském mezinárodním filmovém festivalu a následující den snímek zahájil projekci ve švédských kinech za přítomnosti Borga na stockholmské premiéře.

## Nástin děje
Děj, vystavěný na vztahu švédského šampiona Björna Borga v závěru kariéry a nastupující hvězdy Johna McEnroea, ukazuje rozdílnost jejich herního projevu, chování a životního stylu, to vše s vyvrcholením na grandslamovém Wimbledonu 1980. Borg přijíždí do Londýna jako první hráč světa, bojovat o rekordní pátý titul v řadě. Jeho plán se mu snaží překazit mladší americký vyzyvatel a světová dvojka.

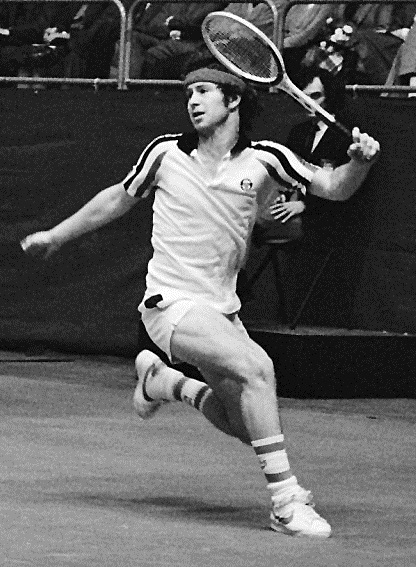
Američan John McEnroe

Filmem prostupují retrospektivní pasáže, v nichž je odkryt přerod mladého Švéda v nejlepšího hráče světa a momenty z McEnroeovy rané fáze. Oběma je společné těžké vyrovnávání se s porážkou, když jedinou přijatelnou možností je pro ně pouze vítězství. I Borg byl v adolescentním věku výbušný a paličatý, s nezvladatelným chováním a rizikem zákazu hraní tenisu. V tom jsou si více podobní, než lze na první pohled odhadovat. Na rozdíl od Američana se však naučil emoce skrývat, nasadit ledovou severskou masku a na kurtu se chovat jako gentleman.
Za rozvojem Borgova talentu stál švédský daviscupový trenér a bývalý tenista Lennart Bergelin, který jej doprovázel tenisovým životem v roli kouče i zkušenějšího rádce. Naopak sebevědomý bouřlivák McEnroe se zdá být neovladatelný, nezřídka urážející rozhodčí. Nevyhýbá se zábavě s dívkami v nočních klubech. V kontrastu s ním Švéd dodržuje zažité automatismy, když vždy volí stejné bydlení, auto a dbá na řadu až banálních rituálů typu zkoušení pružnosti výpletů našlapováním na 50 raket, nošení stejného oblečení, či vyhýbání se dotyku základní čáry dvorce mimo hru, protože to přináší smůlu.
Příběh zmiňuje Borgovy milníky, první grandslamový vavřín na French Open 1974, navázání vztahu s Rumunkou Marianou Simionescuovou během French Open 1976, která při něm stála po celou jeho další kariéru.

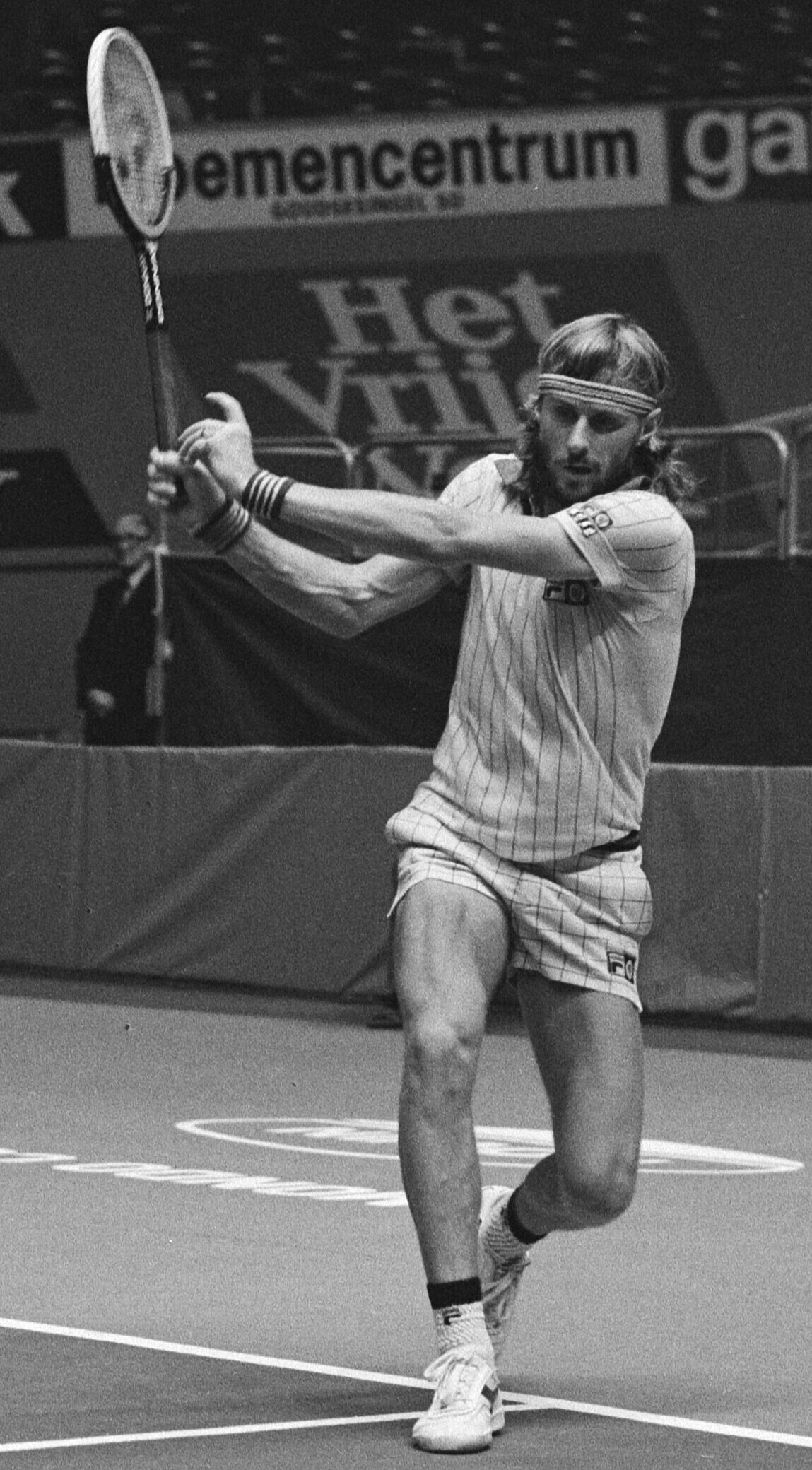
Švéd Björn Borg

Snímek pak nastínil cestu obou hráčů wimbledonským grandslamem 1980 a jejich londýnský „příběh za kulisami“. Plně se věnuje finálovému utkání, později označenému za jeden z největších zápasů Wimbledonu a historie tenisu vůbec. Švéd do něj vstoupil pod psychickým tlakem favorita a čtyřnásobného obhájce a překvapivě hladce ztratil úvodní sadu. V dalším průběhu se však vzchopil a ve čtvrtém dějství, za vedení 2–1 na sety, si vypracoval první dva mečboly. Američan je za stavu gamů 4–5 odvrátil a set dovedl do 20minutového tiebreaku, jenž novinář Jenkins označil za „nejvíce strhující příběh historie sportu“. Odehráno v něm bylo 34 výměn. Švéd nevyužil dalších pět mečbolů a zachránil šest setbolů. McEnroe však sedmý v pořadí proměnil a po výhře 18:16 si vynutil rozhodující dějství. Psychicky otřesený Borg pak v úvodním gamu za stavu 15–40 čelil dvěma brejkbolům. Soupeř ovšem jeho podání neprolomil. Byl to naopak Američan, který od daného stavu na returnu prohrál 19 míčů za sebou. Švédský hráč získal pátý set poměrem gamů 8–6 a tím i celý zápas. Délka utkání činila 3.53 hodin.
Borg později k finálové bitvě uvedl, že se poprvé v kariéře během hry obával porážky a tento moment vnímal jako začátek konce své dominance v mužském tenise. O rok později se s McEnroem opět střetl ve wimbledonském finále a premiérově mu na trávě podlehl. V lednu 1983 pak v 26 letech ukončil profesionální kariéru i přes přemlouvání McEnroea, aby pokračoval.

## Obsazení

### Hlavní role
- Sverrir Gudnason jako Björn Borg:

Borg byl první švédskou ä historicky čtvrtou světovou jedničkou na žebříčku ATP. Scenárista Ronnie Sandahl v rozhovoru s periodiky Expressen a Sydsvenskan uvedl, že „[Sverrir] vypadá téměř identicky jako švédská tenisová legenda“. Gudnason pak dodal, že se na roli pečlivě připravoval, když během šesti měsíců trénoval 15 hodin týdně, a to vždy ve dvouhodinových trénincích tenisu a čtyřhodinové fyzické přípravě. Odhalil také, že se s Borgem během natáčení nestřetl a upřesnil: „… dosud nikoli, ale určitě se potkáme po dotočení snímku.“ Skutečný syn tenisty Leo Borg v dramatu ztvárnil svého otce – mladého Björna ve věku mezi 9. a 13. rokem života, zatímco herec Markus Mossberg se ujal o něco starší Borgovy postavy mezi 14. a 17. rokem.
- Shia LaBeouf jako John McEnroe:

McEnroe byl druhou americkou a historicky pátou světovou jedničkou na žebříčku ATP i Borgův velký rival. Sandahl sdělil, že to byl sám LaBeouf, který kontaktoval produkci, když zaslechl zprávy o scénáři. Důvodem se stala „silná identifikace herce s postavou McEnroea a pocit, že zůstal nepochopenou osobností“. V rozhovoru pro časopis Variety LaBeouf vyzdvihl scénář, jenž nazval „skvělým“, s dovětkem, že „se při jeho prvním čtení rozplakal“. V předchozím životě se s McEnroem nikdy nesetkal a doplnil: „… dosud jsme se nestřetli, ale hořím nedočkavostí se s ním potkat ještě před natáčením. Cítím k němu pouze lásku a úctu“.
- Stellan Skarsgård jako Lennart Bergelin:

Bergelin byl švédský tenista, čtvrtfinalista Wimbledonu a Borgův trenér. Pro Skarsgårda se jednalo o první roli ve švédském filmu od roku 2008 a titulu Arn – Riket vid vägens slut. Herec vztah Bergelina a Borga přirovnal k soupeření Mozarta se Salierim ve Formanově filmu z roku 1984 Amadeus: „Lidé se domnívají, že Salieri na Mozarta žárlil, ale nedomnívám se, že je to správně zvolené slovo. Podle mě se jedná spíše o naprostou fascinaci a lásku ke géniu. S vnitřní nejistotou, že sami jste nebyli obdařeni talentem.“
- Tuva Novotny jako Mariana Simionescuová:

Simionescuová se jako rumunská tenistka stala snoubenkou Borga.

### Vedlejší role
| Robert Emms           | Vitas Gerulaitis                                      |
| Jason Forbes          | Arthur Ashe                                           |
| Björn Granath         | Bengt Grive                                           |
| Scott Arthur          | Peter Fleming                                         |
| Tom Datnow            | Jimmy Connors                                         |
| Jane Perryová         | Kay McEnroeová                                        |
| Thomas Hedengran      | Lennart Hyland                                        |
| Demetri Goritsas      | Borgův agent                                          |
| Roy McCrerey          | Borgův agent                                          |
| Mats Blomgren         | Rune Borg                                             |
| Julia Marko-Nordová   | Margareta Borgová                                     |
| Jane Perryová         | Kay McEnroeová                                        |
| Colin Stinton         | televizní komentátor                                  |
| Claes Ljungmark       | prezident švédského tenisového svazu Mats Hasselqvist |
| Val Jobara            | Ilie Năstase                                          |
| Janis Ahern           | psycholog                                             |
| Annika Whittemburyová | argentinská televizní reportérka                      |
| Henrik Sillanpää      | dublér Bjorna Borga                                   |
| Gustaf Ström          | dublér 18letého Bjorna Borga                          |
| Adrian Sikora         | dublér Petra Fleminga                                 |
| Thomas Kromann        | dublér Johna McEnroea                                 |

## Produkce

### Vývoj projektu
Filmový projekt na téma soupeření tenistů Björna Borga a Johna McEnroea byl zveřejněn v květnu 2016. Režisérem se měl stát Dán Janus Metz Pedersen a snímek natočit podle scénáře švédského spisovatele Ronnieho Sandahla. Metz Pedersen v předchozí kariéře režíroval dokumentární film Armadillo, či jeden z dílů kriminálního seriálu Temný případ stanice HBO. Producenty projektu byli Jon Nohrstedt, podílející se na švédském animovaném snímku Bamse och tjuvstaden, a Fredrik Wikström Nicastro, jenž produkoval kriminální thriller Snadný prachy z roku 2010. Distribuci ve Skandinávii zajistila společnost Nordisk Film a na mezinárodní scéně pak SF Studios.

### Casting
Oznámení titulních postav v podání švédského herce Sverrira Gudnasona jako Borga a Američana Shii LaBeoufa, hrajícího McEnroea, se uskutečnilo během května 2016. V rozhovoru pro Variety na Filmovém festivalu v Cannes 2016 vyjádřil LaBeouf nadšení ze scénáře i spolupráce se severskými režiséry: „Dělají lepší filmy. Skandinávský způsob tvorby filmu je odlišný. Má jiné tempo, rozdílné vztahy ve štábu – pouta jsou jiná“. V témže článku bylo odhaleno obsazení Stellana Skarsgårda do postavy Borgova trenéra Lennarta Bergelina, což znamenalo jeho první účast ve švédské produkci za několik předchozích let. Herci Tuva Novotny a Robert Emms se k projektu připojili 16. srpna 2016 v rolích Mariany Simionescuové, respektive Vitase Gerulaitise.

### Natáčení

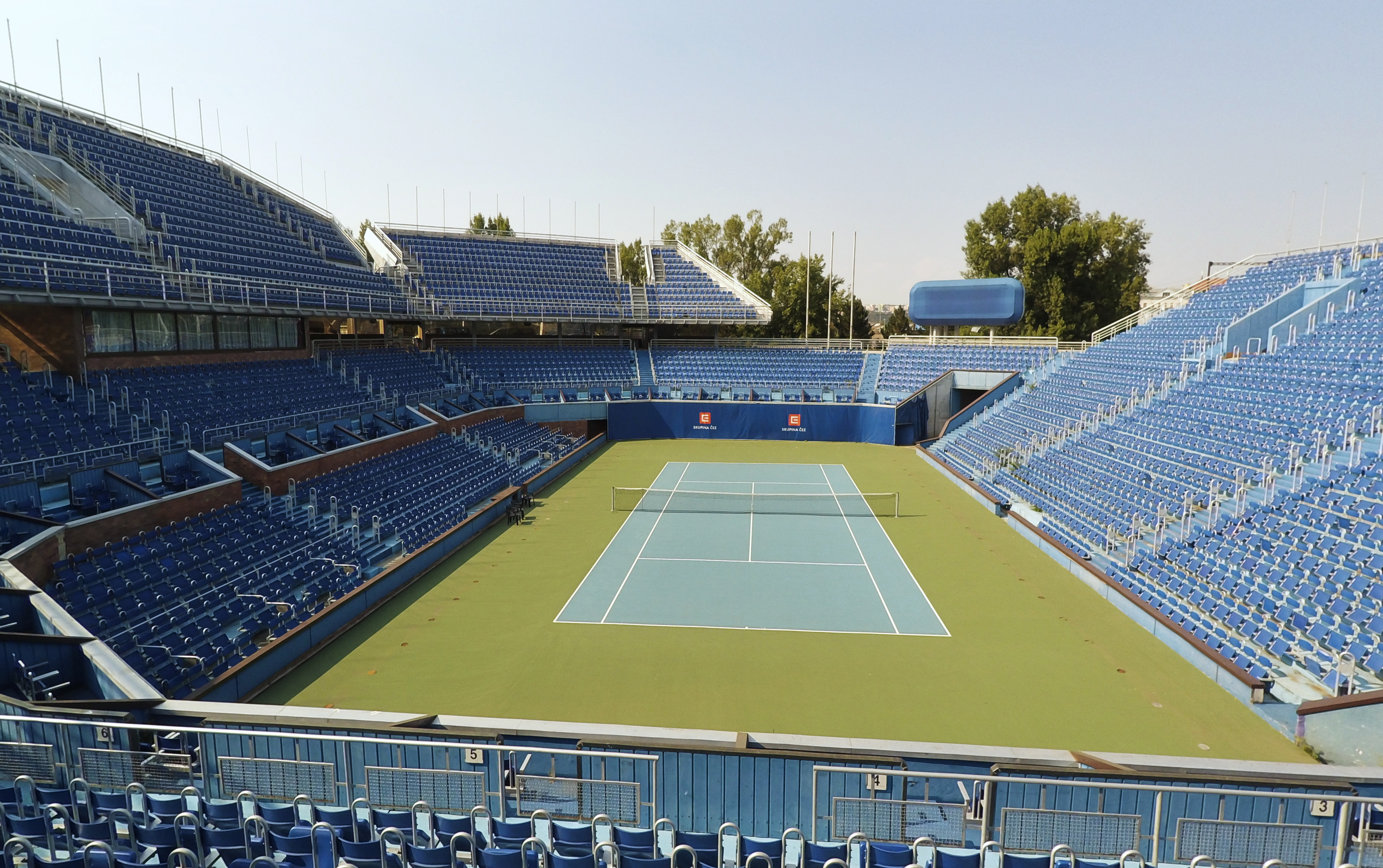
Na centrálním dvorci pražské Štvanice byla vybudována částečná imitace wimbledonského Centre Courtu za použití umělé trávy

Vlastní natáčení začalo v srpnu 2016 a probíhalo na lokacích v Göteborgu, Stockholmu, Praze, Londýně a Monaku. Využity byly také exteriéry skutečného Borgova rodiště v Södertälje u Stockholmu, kde švédský hráč vyrůstal a získával první tenisové zkušenosti. Pro několik scén z nočního klubu ožil v göteborských studiích dobový klub z broadwayského divadla Studio 54. Štvanický tenisový areál v Praze se stal místem vzniku centrálního wimbledonského dvorce, na němž se natáčely scény z finále Wimbledonu 1980. Štvanický dvorec s umělou trávou na Gudnasona zapůsobil „silným dojmem autentičnosti, když jsme [já] a Shia kráčeli z šatny do arény, která vypadala jako centrální kurt se stovkami komparzistů v hledišti“. Filmový projekt spolufinancoval Státní fond kinematografie částkou 11 milionů korun, podílela se na něm společnost Sirena Film a na českém území filmová produkce utratila 60 milionů korun. Český štáb tvořilo přibližně 160 osob. Koučem LaBeoufa se stal Berdychův trenér Martin Štěpánek. Tenisovými konzultanty byli Jarkko Nieminen a Federico Ricci.
V říjnu 2016 došlo ke zveřejnění první série fotografií Gudnasona a LaBeoufa v rolích Borga s McEnroem.

## Recenze
Mirka Spáčilová na iDNES.cz film ohodnotila 50 % a uvedla, že snímek nevzbuzoval odpor ani závrať, v napětí se vůbec nepřiblížil tematicky podobným Rivalům. Děj se podstatně zaměřil na léta formování obou tenisových hvězd v podání výrazných herců a kritička zejména vyzdvihla přesvědčivý výkon Stellana Skarsgårda.
Iva Přivřelová v Magazínu E15 udělila hodnocení 70 % a kriticky se vyjádřila k nezvládnutému použití ruční kamery, jež v kombinaci s příliš rychlým střihem na sebe strhávalo více pozornosti, než by bylo optimální. Klíčovou záležitost snímku, sondu do hlubiny duše obou dospívajících mužů a jejich trvalé vyrovnávání se s tlakem okolí, však film zvládl. Drama se v ryze sportovní podívanou změnilo až v závěrečné 20minutové pasáži, během wimbledonského finále. Děj podle kritičky věrně vystihl nuance tenisového zákulisí. Režiséru se podařilo empaticky a neklišovitě vykreslit oba hráče v příběhu hledání balance mezi naprostou kontrolou a na druhé straně svobodou. Film rovněž odpovídá na otázku, proč se bývalí velcí soupeři na kurtě mohli stát blízkými přáteli.
Kristina Roháčková na iROZHLAS snímek ocenila 75 % a k všeříkajícímu shrnutí si vypůjčila tři slova z komentáře přispěvatele ČSFD: „psychicky labilní tenisté.“ Životopisné drama podle recenzentky vystavělo působivě napínavou atmosféru s finálovým vrcholem za použití klasického námětu, chladně kalkulující postavy v opozici k emocemi napěchovanému rivalu. Na rozdíl od více komediálně orientovaného Souboje pohlaví se děj snímku Borg/McEnroe dominantně zaměřil na tenis, který je snímán ze všech možných úhlů a stále přítomný v hlavách i pokud se právě nehraje. Kvalitní výkon debutujícího režiséra Metze byl založen na metodě vhledu do nitra tenistů, coby zlomených duší, ukrývajících se za hradbou tenisu, když žádnou jinou oporu v životě nepoznali. McEnroe se bouří, protože usiluje o vystoupení ze stínu toho lepšího. Borga pro změnu zužuje obsedantně kompulzivní porucha a rovněž osobnost nabitá emocemi, jíž pracně skrývá za chladným zevnějškem.

## Soundtrack
Filmovou hudbu složili finský elektronický hudebník Vladislav Delay s dánským kytaristou Jonasem Struckem a podíleli se na ní také Jon Ekstrand s Carlem-Johanem Sevedagem. Ve filmu se objevily také písně „Call Me“ od skupiny Blondie a „The Big Beat“ Billyho Squiera. Oficiální soundtrack filmu Borg McEnroe vyšel 22. září 2017 v hudebním vydavatelství Sound by Struck.

### Seznam skladeb
| Pořadí         | Název                        | Autor          | Délka |
| -------------- | ---------------------------- | -------------- | ----- |
| 1.             | Prologue                     |                | 1:40  |
| 2.             | The Balcony                  |                | 2:05  |
| 3.             | Garage – The Beginning       |                | 0:56  |
| 4.             | Tuning the Rackets           |                | 1:48  |
| 5.             | Rivalry                      |                | 1:16  |
| 6.             | Ice Skating                  |                | 1:02  |
| 7.             | The Pact                     |                | 1:04  |
| 8.             | Mcenroe Press Conference     |                | 1:02  |
| 9.             | 8mm Memories                 |                | 1:16  |
| 10.            | Pinball                      |                | 1:01  |
| 11.            | Running into the Woods       |                | 1:28  |
| 12.            | Labbe Talks                  |                | 2:16  |
| 13.            | Suspicious Rituals           |                | 1:33  |
| 14.            | Be There When He Falls       |                | 0:52  |
| 15.            | Discovering Borg             |                | 1:03  |
| 16.            | First Round                  |                | 1:05  |
| 17.            | Peter & John                 |                | 1:16  |
| 18.            | Björn & Labbe                |                | 0:59  |
| 19.            | Meeting the Press            |                | 0:54  |
| 20.            | Semifinal                    |                | 2:56  |
| 21.            | Labbe Returns                |                | 2:24  |
| 22.            | Studio 54                    |                | 0:48  |
| 23.            | Borg Theme                   |                | 1:55  |
| 24.            | Searching for Inner Strength |                | 1:41  |
| 25.            | The Art of Tennis            |                | 3:07  |
| 26.            | Final Match Point            |                | 2:54  |
| 27.            | Winning                      |                | 2:18  |
| 28.            | The Airport                  |                | 2:12  |
| 29.            | The End                      |                | 2:24  |
| Celková délka: | Celková délka:               | Celková délka: | 47:15 |

## Ocenění
| Seznam ocenění a nominací      | Seznam ocenění a nominací | Seznam ocenění a nominací       | Seznam ocenění a nominací                            | Seznam ocenění a nominací | Seznam ocenění a nominací |
| Ocenění                        | Datum                     | Kategorie                       | Nominovaný                                           | Výsledek                  | Zdroj                     |
| ------------------------------ | ------------------------- | ------------------------------- | ---------------------------------------------------- | ------------------------- | ------------------------- |
| Camerimage                     | 11.–18. listopadu 2017    | nejlepší režijní debut          | Janus Metz Pedersen                                  | vítězství                 | [ 35 ]                    |
| Zlatohlávek                    | 22. ledna 2018            | nejlepší film                   | Jon Nohrstedt Fredrik Wikström Nicastro (producenti) | nominace                  | [ 36 ] [ 37 ]             |
| Zlatohlávek                    | 22. ledna 2018            | nejlepší režie                  | Janus Metz Pedersen                                  | nominace                  | [ 36 ] [ 37 ]             |
| Zlatohlávek                    | 22. ledna 2018            | nejlepší herec                  | Sverrir Gudnason                                     | nominace                  | [ 36 ] [ 37 ]             |
| Zlatohlávek                    | 22. ledna 2018            | nejlepší herec ve vedlejší roli | Shia LaBeouf                                         | nominace                  | [ 36 ] [ 37 ]             |
| Zlatohlávek                    | 22. ledna 2018            | nejlepší herec ve vedlejší roli | Stellan Skarsgård                                    | vítězství                 | [ 36 ] [ 37 ]             |
| Zlatohlávek                    | 22. ledna 2018            | nejlepší střih                  | Per Sandholt Per K Kirkegaard                        | nominace                  | [ 36 ] [ 37 ]             |
| Zlatohlávek                    | 22. ledna 2018            | nejlepší kostýmy                | Kicki Ilander                                        | nominace                  | [ 36 ] [ 37 ]             |
| Zlatohlávek                    | 22. ledna 2018            | nejlepší původní hudba          | Jonas Struck Jon Ekstrand Vladislav Delay            | nominace                  | [ 36 ] [ 37 ]             |
| Zlatohlávek                    | 22. ledna 2018            | nejlepší umělecká režie         | Lina Nordqvistová                                    | nominace                  | [ 36 ] [ 37 ]             |
| Zlatohlávek                    | 22. ledna 2018            | nejlepší vizuální efekty        | Torbjörn Olsson Alex Hansson                         | vítězství                 | [ 36 ] [ 37 ]             |
| Noordelijkský filmový festival | 12. listopadu 2017        | Cena publika                    | Borg McEnroe                                         | vítězství                 | [ 38 ]                    |